# Isabel Coixet
Isabel Coixet (ur. 9 kwietnia 1960 w Barcelonie) – hiszpańska reżyserka i scenarzystka filmowa.
Zasiadała w jury Złotej Kamery na 66. MFF w Cannes (2013). Przewodniczyła obradom jury sekcji "Horyzonty" na 79. MFF w Wenecji (2022).

## Filmografia

### Reżyseria
- 1989 – Demasiado viejo para morir joven
- 1996 – Rzeczy, o których nigdy ci nie mówiłam (Cosas que nunca te dije)
- 1998 – Ci, którzy kochają (A los que aman)
- 2003 – Moje życie beze mnie (My Life Without Me)
- 2005 – Zakochany Paryż (Paris, je t'aime) – nowela Bastille
- 2005 – Życie ukryte w słowach (The Secret Life of Words)
- 2007 – Niewidzialni (Invisibles) – nowela Cartas a Nora
- 2008 – Elegia (Elegy)
- 2009 – Mapa dźwięków Tokio (Map of the Sounds of Tokyo)
- 2013 − Ayer no termina nunca
- 2013 − Another Me
- 2014 − Learning to Drive
- 2015 − Nikt nie chce nocy (Nadie quiere la noche)
- 2017 − Proyecto tiempo
- 2017 − Księgarnia z marzeniami (The Bookshop)
- 2019 − Elisa i Marcela (Elisa y Marcela)
- 2020 − Nieva en Benidorm
- 2023 − Un amor

### Scenariusz
- 1983 – Morbus (o bon profit)
- 1989 – Demasiado viejo para morir joven
- 1996 – Rzeczy, o których nigdy ci nie mówiłam (Cosas que nunca te dije)
- 1998 – Ci, którzy kochają (A los que aman)
- 2003 – Moje życie beze mnie
- 2005 – Zakochany Paryż (nowela Cartas a Nora)
- 2005 – Życie ukryte w słowach
- 2007 – Niewidzialni (Invisibles) – nowela Cartas a Nora
- 2009 – Mapa dźwięków Tokio
- 2013 − Ayer no termina nunca
- 2013 − Another Me
- 2017 − Księgarnia z marzeniami (The Bookshop)
- 2019 − Elisa i Marcela (Elisa y Marcela)